# 村井雄
村井 雄（むらい ゆう、1978年5月28日 - ）は、日本の脚本家、演出家。KPR／開幕ペナントレース主宰。

## 来歴
千葉県立船橋高等学校、法政大学法学部法律学科卒業。目黒区役所勤務の公務員を経て、2006年にKPR／開幕ペナントレースを結成。
2009年、アメリカ・ニューヨーク公演で発表した『ROMEO and TOILET』はニューヨーク・タイムズにレビューが掲載される
2015年 - 2018年、5カ国に及ぶ海外ツアーを実施し、劇団サイトでは各国メディアから受けたレビューが引用・掲載されている。
2016年、CINRA.NETで小林賢太郎と対談。
2019年、ジャパン・ソサエティー（アメリカ・ニューヨーク）より正式招聘され、地元メディアにもレビューが掲載された。
2021年、2020年東京パラリンピック閉会式で、ディレクター（AFTER THE GAMESパート）を担当する。
2024年、ジャパン・ソサエティー（アメリカ・ニューヨーク）より正式招聘され、Under The Radar Festivalに正式参加し、地元メディアにもレビューが掲載された。
「タイタンの学校」講師。

## 主な外部作品

### 舞台
- 2017年9月 - 舞台『北斗の拳 -世紀末ザコ伝説-（シアターGロッソ）：演出
- 2017年11月 - RICE on STAGE『ラブ米』～Endless rice riot～ （品川プリンスホテル クラブeX）： 脚本・演出
- 2018年2月 - RICE on STAGE『ラブ米』Festival in バレンタイン （品川プリンスホテル クラブeX）：脚本・演出
- 2018年4月 - RICE on STAGE『ラブ米』〜I'll give you rice〜（品川プリンスホテル クラブeX）：脚本・演出・作詞
- 2019年1月 - 舞台劇『からくりサーカス～真夜中のサーカス編～』（新宿FACE）：演出
- 2019年03月 - 『俺たちマジ校デストロイ』（シアター1010）：脚本・演出
- 2019年10月 - 舞台劇『からくりサーカス～デウス・エクス・マキナ（機械仕掛けの神）編～』（新宿FACE）：演出
- 2019年12月 - 舞台『巌窟王 Le théâtre 』（こくみん共済coopホール／スペースゼロ）：脚本・演出
- 2020年9月
  - 舞台『ゾンビランドサガ Stage de ドーン！』（草月ホール）：脚本・演出
  - 『サウナーマン ザ・ステージ 〜汗か涙なら問題ない〜』（配信公演）： 脚本・演出
  - 舞台『日の名残り』（あうるすぽっと）：上演台本・演出
- 2020年11月 - RICE on STAGE「ラブ米」～Rice will come again～（品川プリンスホテル クラブeX）：脚本・演出・作詞
- 2020年12月 - 舞台『WITH by Idol Time Pripara』（ZEPP DIVERCITY）：脚本・演出
- 2021年3月 - 講談社×Office ENDLESS共同プロジェクト「ひとりしばい」特別公演『THE LOVE』（配信公演）： 脚本・演出
- 2021年4月 - 『青山オペレッタ THE STAGE ～ノーヴァ・ステラ／新しい星～』（渋谷区文化総合センター大和田 さくらホール）：演出
- 2021年5月 - 『デッドロックド・ディテクティヴズ～百万探偵都市の史上最悪密室～』（Mixalive TOKYO）：演出
- 2021年6月 - 『*pnish*(パニッシュ)』（赤坂RED/THEATER）：脚本・演出
- 2021年9月
  - 2020年東京パラリンピック閉会式ディレクター（AFTER THE GAMESパート）[7]
  - 『池袋裏百物語 明烏准教授の都市伝説ゼミ』（Mixalive TOKYO Theater Mixa）：演出
- 2021年10月 - 『青山オペレッタ THE STAGE ～ルーナ・ピエナ／満ちる月～』（渋谷区文化総合センター大和田さくらホール）：演出
- 2021年11月 - RICE on STAGE「ラブ米」～Rice will come～（品川プリンスホテル クラブeX）：脚本・演出・作詞
- 2022年01月 - 『デッドロックド ・デリヴァリーズ～百万探偵都市の殺人宅配～』（Mixalive TOKYO）：演出
- 2022年03月 - 『DANPRI STAGE　-アイドルランド・オブ・ザ・デッド-』(ヒューリックホール東京)：脚本・演出
- 2022年05月 - 『青山オペレッタ THE STAGE ～ファルチェ・インヴェルソ／逆さの三日月～』（渋谷区文化総合センター大和田さくらホール）：演出
- 2022年06月 - 朗読劇『世界から猫が消えたなら』(シアター1010)：脚本・演出
- 2022年09月 - 新感覚恋愛×マーダーミステリー劇『Love Letter for You』(EX THEATER ROPPONGI)：脚本・演出
- 2022年10月 - 『青山オペレッタ THE STAGE 2周年記念スペシャル・レヴューショー』(シアター1010)：演出
- 2022年09月 - 新感覚恋愛×マーダーミステリー劇『Love Letter for You』(新宿村LIVE)：脚本・演出
- 2023年01月 - 『SK∞ エスケーエイト The Stage』第二部：The Last Part ～俺たちの無限大～(シアター1010)：演出
- 2023年02月 - 朗読劇 『後宮衛士隊』（Mixalive TOKYO）：上演台本・演出
- 2023年02月 - 『なめ猫 on STAGE』(新宿FACE)：演出
- 2023年02月 - 新風プロジェクト 第10弾『美女とー野獣の証明ー』(篠原演芸場)：脚本
- 2023年03月 - 朗読劇『朗読×⽣演奏「うたかたの」』(こくみん共済 coop ホール（全労済ホール）／スペース・ゼロ)：脚本
- 2023年05月 - 『デッドロックド・Dランカーズ～百万探偵都市の最後のヨスガ～』（Mixalive TOKYO）：演出
- 2023年06月 - 新感覚恋愛×マーダーミステリー劇『Love Letter for You』(新宿村LIVE)：脚本・演出
- 2023年07月 - 朗読劇『変な家』(シアター1010)：脚本・演出
- 2023年10月 - バクテン!! The Stage(ニッショーホール)：脚本・演出
- 2023年10月 - 『青山オペレッタ　THE STAGE 〜ストーリア・パラッレーラ・ウノ〜』(シアター1010)：脚色・演出・劇中劇脚本
- 2023年11月 - 舞台 『おそ松さん 2nd SEASON』(シアター1010・AiiA 2.5 Theater Kobe)：脚色・演出
- 2023年12月 - 朗読劇『世界から猫が消えたなら』(こくみん共済 coop ホール（全労済ホール）／スペース・ゼロ)：脚本・演出
- 2024年03月 - 『青山オペレッタ THE STAGE ～メッザ・ルーナ／光と影～』(シアター1010)：脚本・演出
- 2024年04月 - 朗読劇『むかしむかしあるところに、死体がありました。』(シアター1010)：脚本・演出
- 2024年06月 - 『ポルターガイスト』(東京芸術劇場シアターウエスト)：上演台本・演出
- 2024年07月 - 舞台『夏霞』(シアター1010)：演出
- 2024年08月 - 『新喜劇おそ松さん』(サンシャイン劇場)：演出
- 2024年11月 - 舞台『ぐらんぶる』(TheaterMixa)：脚本・演出
- 2024年12月 - 舞台『かげきしょうじょ!!』第2章(三越劇場)：脚本・演出
- 2025年03月 - 神戸セーラーボーイズ 定期公演vol.4 RICE on STAGE「ラブ米」～Golden wheat～(AiiA 2.5 Theater Kobe・ Theater Mixa)：脚本・演出

### アニメ
- 2023年4月 - 『彼女が公爵邸に行った理由』：脚本
- 2024年10月 - 『ハイガクラ』：シリーズ構成[10]
- 2025年1月 - 『どうせ、恋してしまうんだ。』：シリーズ構成[11]

## 受賞歴
（KPR／開幕ペナントレースに対するものを含む）
- 2012年 - 日本演出者協会主催若手演出家コンクール2011優秀賞・観客賞[12]
- 2013年 - 舞台芸術財団演劇人会議主催利賀演劇人コンクール奨励賞[12]
- 2014年 - 世田谷区芸術アワード “飛翔” 舞台芸術部門[12]
- 2016年
  - 日本演出者協会主催若手演出家コンクール2015優秀賞・観客賞[13]
  - 第7回せんがわ劇場演劇コンクール演出賞